# Kostel Českobratrské církve evangelické (Klášter nad Dědinou)
Kostel Českobratrské církve evangelické se hřbitovem se nalézá v polích severně od vesnice Klášter nad Dědinou v okrese Hradec Králové. Náleží Farnímu sboru Českobratrské církve evangelické v Klášteře nad Dědinou.

## Historie
Kostel Českobratrské církve evangelické v Klášteře nad Dědinou byl vybudovaný po vydání Tolerančního patentu v roce 1785. V roce 1855 byla vystavěna hranolová věž a v polovině 80. let 19. století byl kostel novorenesančně přestavěn. Na jaře roku 2009 byla provedena oprava střechy a v září 2012 byla dokončena oprava chrámové lodi.

## Popis
Kostel je jednolodní stavba obdélného půdorysu s půlkruhovým presbytářem. Z východní strany, je přistavěna sakristie. Před hlavním západním průčelím kostela byla v roce 1855 vystavěna hranolová věž se zvonicovým patrem a s předsíní v přízemí. Presbytář je osvětlen vysokými okny s půlkruhovým záklenkem. Vlastní presbytář je zevně od lodi oddělen párem svislých lisenových pásů. 
Kostelní loď je osvětlena třemi páry vysokých oken s půlkruhovým zaklenutím. Mezi střední a východní okenní osou je v obou stěnách proražen boční pravoúhlý vchod do kostelní lodi. Do prostého kamenného ostění jsou osazena dřevěná dvoukřídlá dveře. Západní nároží lodi jsou polygonálně vykrojena. Kostelní loď je zastřešena sedlovou střechou, krytinou je pálená ražená taška. 
Před hlavní západní průčelí kostela je předsazeno hranolové tělo věže, v jehož přízemí je předsíň. V místech obou koutů vzniklých tímto předsazením věže před průčelí kostela jsou vložena točitá schodiště na hudební kůr a do dalších pater věže. Na ose západní stěny věže je ve vpadlém poli zřízen obdélný segmentem zaklenutý hlavní vchod. Do kamenného portálového ostění s dekorativními motivy jsou osazena dřevěná dvoukřídlá dveře s plným dvoukřídlým světlíkem. Nad vchodem, ve vpadlém poli lunetového tvaru, je prolomen široký lunetový okenní otvor. Nad ním probíhá profilovaná patrová římsa hranolu věže, která pokračuje jako korunní římsa nad lodí a presbytářem. Nároží patra, stejně jako přízemí, je zvýrazněno bosáží. Nad římsou je vyneseno zvonicové patro, v jehož všech čtyřech stěnách je na jejich ose prolomen obdélný, půlkruhem zaklenutý otvor s podokenní římsičkou a klenákem ve vrcholu záklenku. Do rovného ostění jsou osazeny dvoukřídlé dřevěné žaluzie. Jednotlivá nároží zvonicového patra jsou zvýrazněna širokými bosovanými pilastry. Věž ukončuje oplechovaná přílbová střecha zakončená hrotem se schránkou a špicí s hvězdou. 

## Galerie

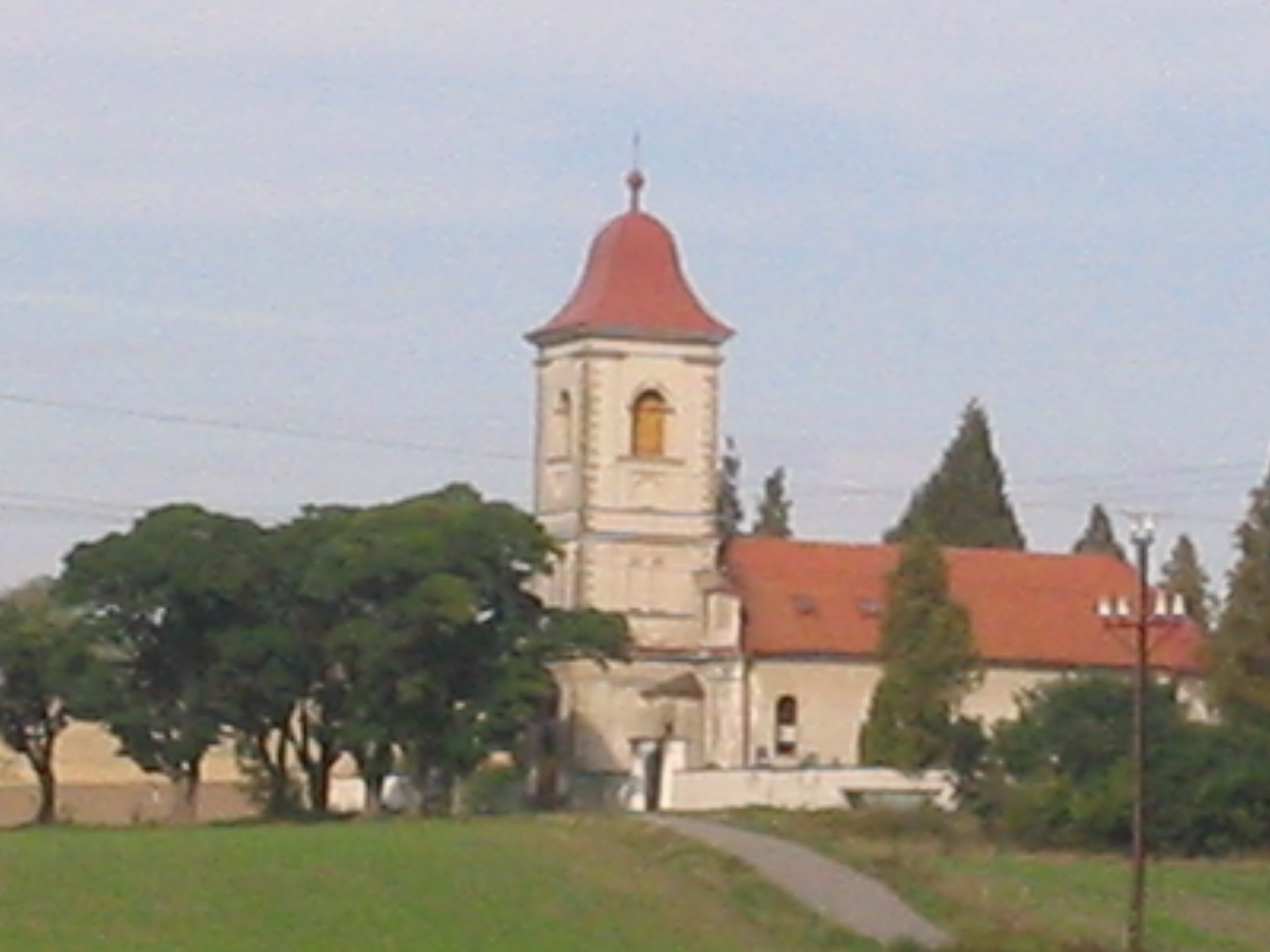
Klášter nad Dědinou - Kostel Českobratrské církve evangelické
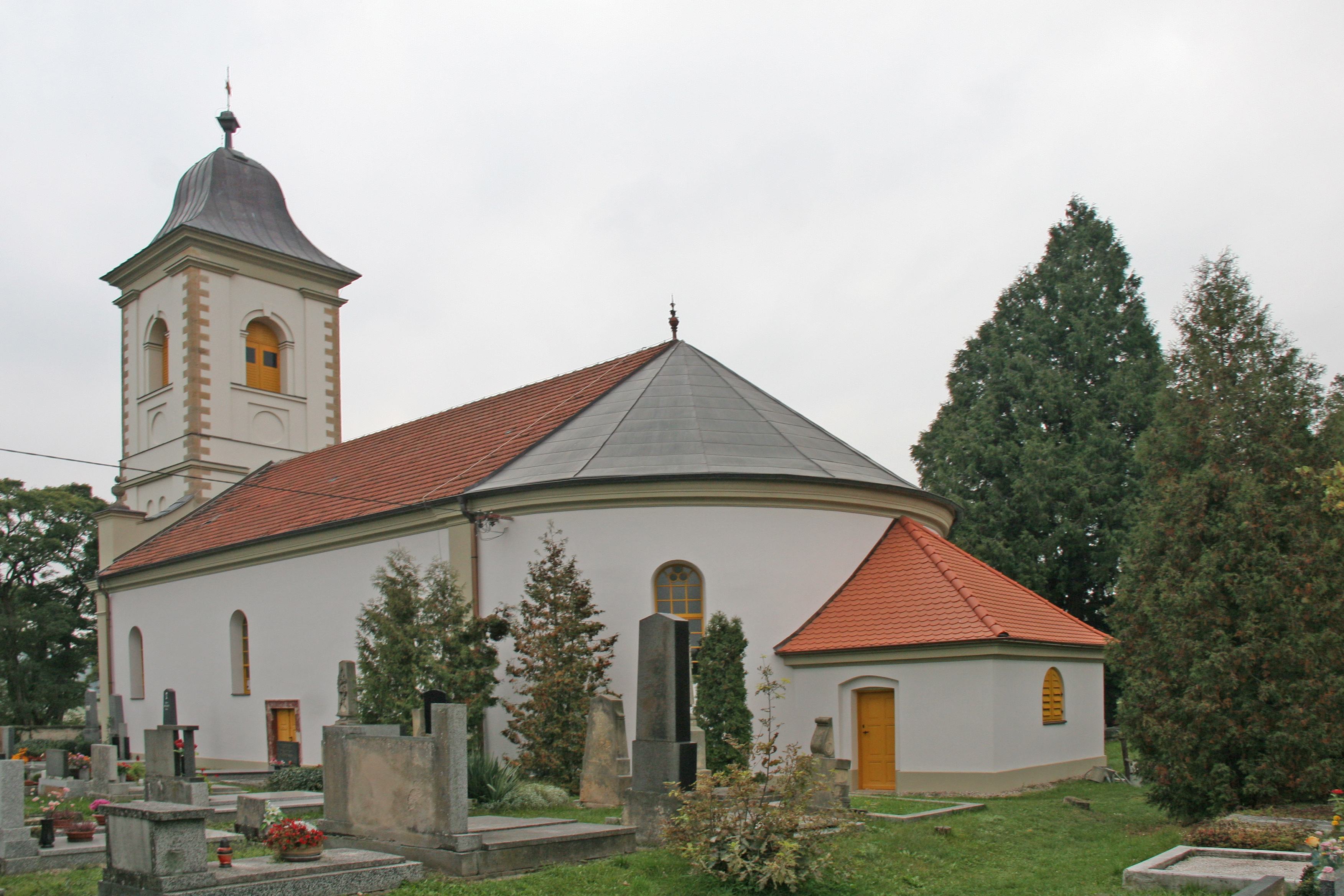
Klášter nad Dědinou - Kostel Českobratrské církve evangelické
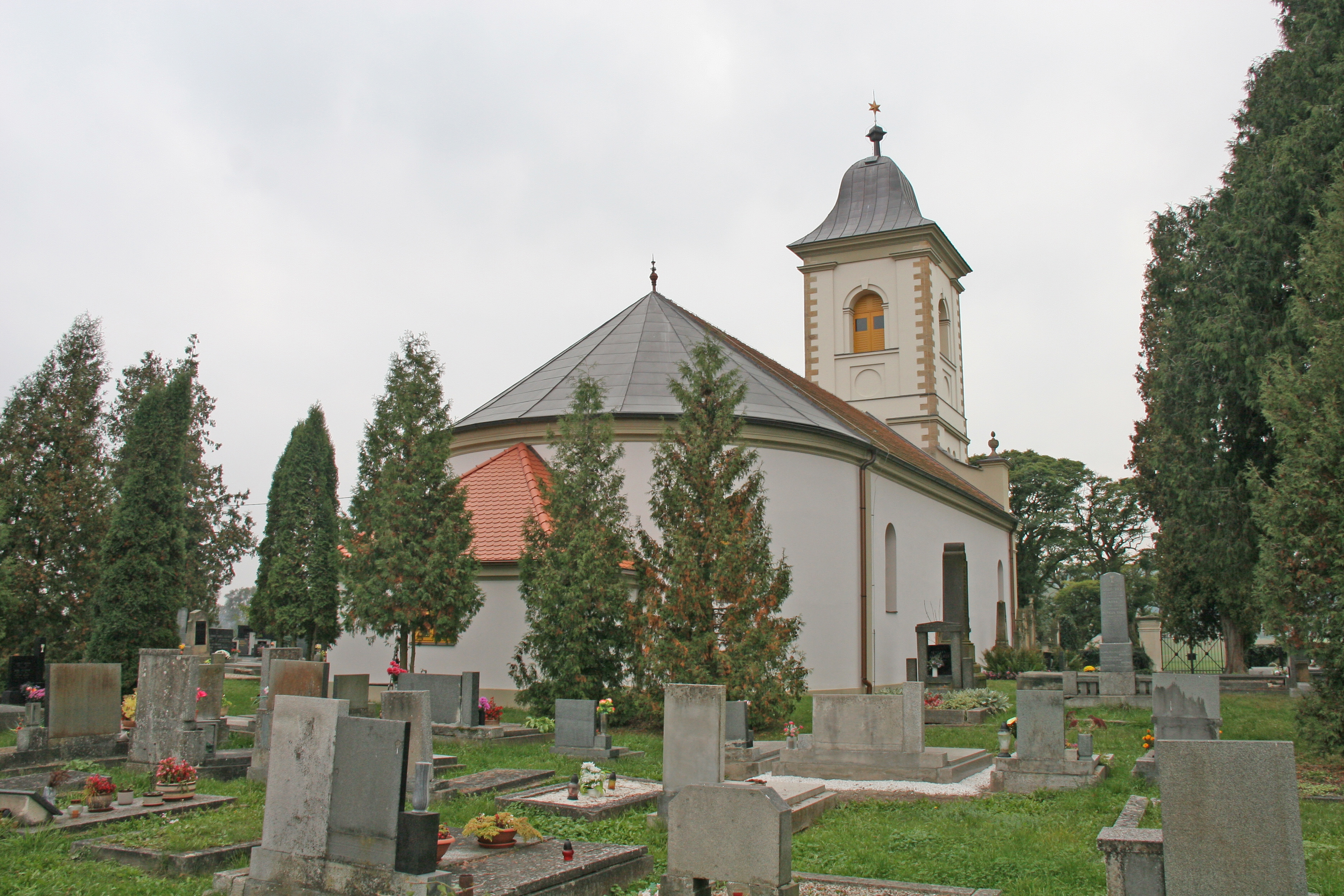
Klášter nad Dědinou - Kostel Českobratrské církve evangelické
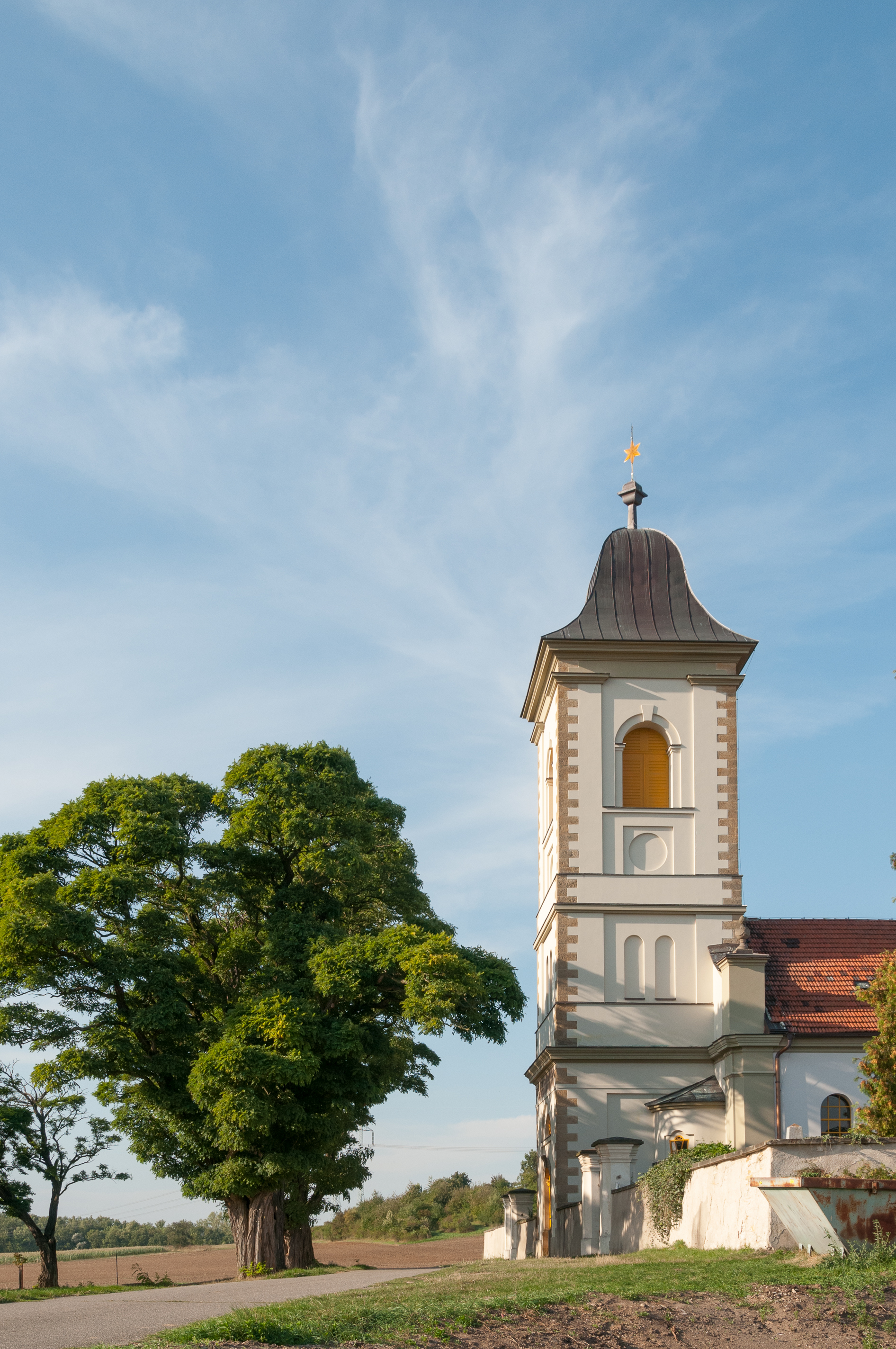
Klášter nad Dědinou - Kostel Českobratrské církve evangelické
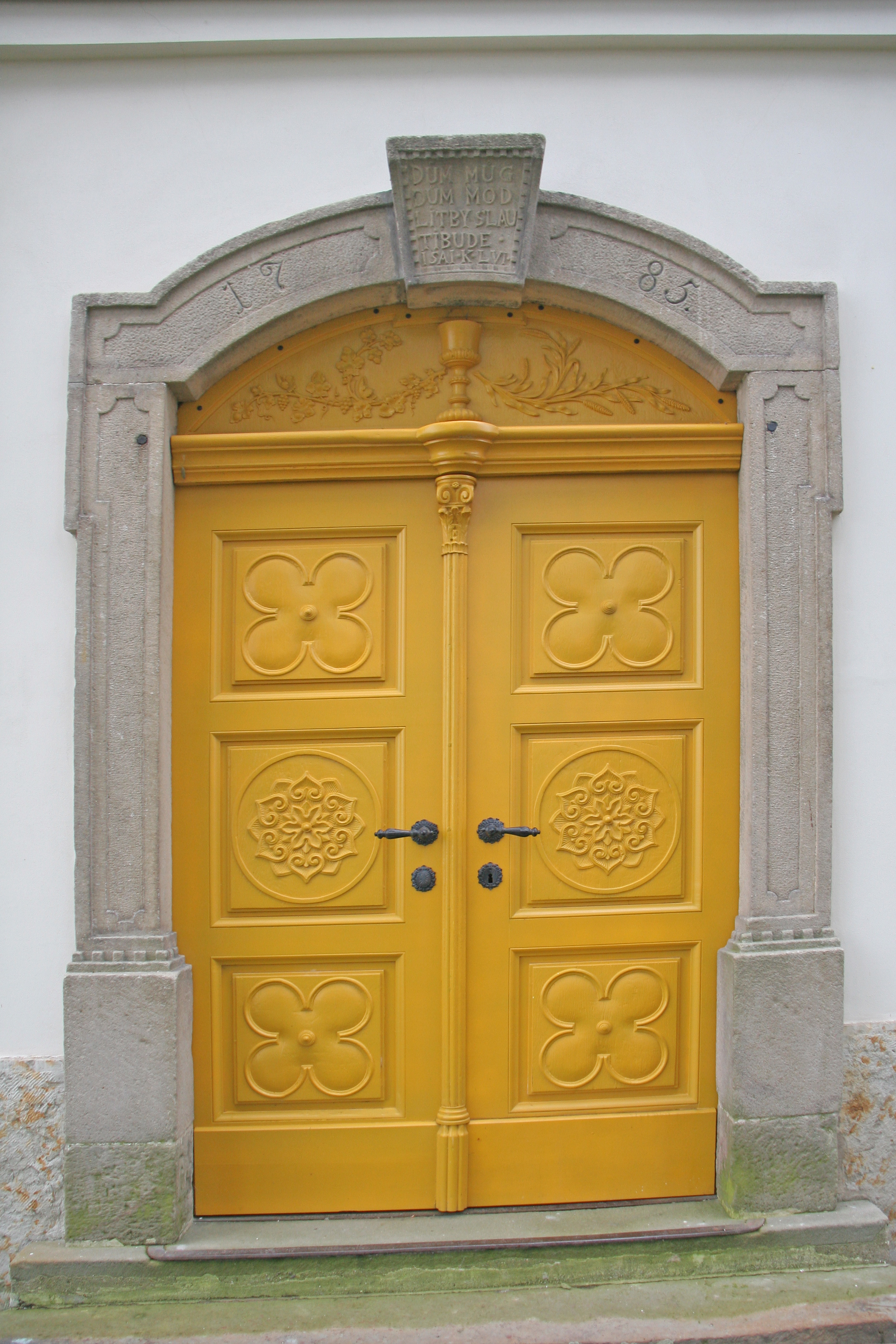
Klášter nad Dědinou - Kostel Českobratrské církve evangelické